# 33509 Mogilny
33509 Mogilny este o planetă minoră (asteroid) din centura de asteroizi. A fost descoperită pe 7 aprilie 1999 la Experimental Test Site⁠(d) de Lincoln Near-Earth Asteroid Research. 
Obiectul prezintă o orbită caracterizată de o semiaxă mare de 2,2526262 UAi, o excentricitate de 0,05, o înclinație de 7,22275 ° în raport cu ecliptica.